# Jan Eggum (album)
Jan Eggum är det självbetitlade debutalbumet till den norska vissångaren Jan Eggum. Albumet utgavs 1975 av skivbolaget CBS. Debutalbumet nominerades till Spellemannprisen och markerade starten på en lång karriär för Bergens-artisten.

## Låtlista
Sida 1
1. "En søkers sang" – 2:42
2. "Kjære halvbror" – 3:27
3. "Bonden og berget" – 2:34
4. "Brautende breia" – 1:52
5. "Falt mellom stolene igjen" – 2:42
6. "Din sang - min vise" – 3:25
7. "Hjelpeløs" – 2:05

Sida 2
1. "De skulle begrave en konge stor" – 3:16
2. "Hva vil du i verden" – 2:22
3. "Magen og hatten" – 3:12
4. "For døve ører" – 3:41
5. "Kvinnebarn" – 3:34
6. "Mor tid" – 3:14

Alla låtar skrivna av Jan Eggum.

## Medverkande
Musiker
- Jan Eggum – sång, gitarr
- Bengt Hallberg – piano, orgel, mellotron
- Iver Kleive – piano, orgel
- Nils Petter Nyrén, Rune Gustafsson, Trygve Thue, Gary Burns – gitarr
- Georg Riedel, Bjørn Kruse – kontrabas
- Henryk Lysiak, Tom Harry Halvorsen – piano
- Egil Johansen – trummor, congas
- Svein Christiansen – trummor
- Kari Svendsen – munharpa
- Sigmund Groven – munspel
- Fred Nøddelund – trumpet
- Knut Riisnæs – flöjt, saxofon
- Jan Thoresen – flöjt, saxofon, klarinett, körsång
- Harald Bergersen – klarinett, saxofon
- Øivind Westby, Frode Thingnæs, Kjell Haugen – trombon
- Bernt Wiedswang, Zygmunt Sprus, Arne Monn-Iversen, Olav Bjørgaas, Sonja Wold, Wanda Michalska, Zygmunt Marciuch – violin
- Arne Sletsjøe, Oddvar Mordal – viola
- Ania Szaniawska, Geir Tore Larsen – cello
- Anne Sofie Quale, Helge Lindeman, Ove Thue, Tom Gravlie, Wenche Hallan – körsång

Produktion
- Johnny Sareussen – musikproducent, ljudtekniker
- Rolf Kjernet – ljudtekniker
- Jan Erik Kongshaug – ljudtekniker
- Ivar Greftegreff – fotograf
- Sverre Ingstad – omslag